# Homokszentgyörgy
Homokszentgyörgy är ett samhälle i Somogy i Ungern. Homokszentgyörgy ligger i distriktet Barcs och har en area på 49,64 km². År 2019 hade Homokszentgyörgy totalt 1 018 invånare.